# Vandalsko kraljestvo
Vandalsko kraljestvo (latinsko Regnum Vandalum) ali Kraljestvo Vandalov in Alanov (latinsko Regnum Vandalorum et Alanorum) so ustanovili germanski Vandali pod Gajserikom. Vladal je v Severni Afriki in Sredozemlju od leta 435 do 534 našega štetja.
Leta 429 našega štetja so Vandali, ki jih je bilo ocenjeno na 80.000 ljudi, s čolni prečkali iz Hispanije v Severno Afriko. Napredovali so proti vzhodu in osvojili obalne regije današnjega Maroka, Alžirije in Tunizije. Leta 435 je Rimsko cesarstvo, ki je takrat vladalo Severni Afriki, dovolilo Vandalom, da se naselijo v provincah Numidija in Mavretanija, ko je postalo jasno, da rimske vojaške sile ne morejo premagati vandalske vojske. Leta 439 so Vandali obnovili napredovanje proti vzhodu in zavzeli Kartagino, najpomembnejše mesto Severne Afrike. Nastajajoče kraljestvo je nato osvojilo rimske otoke Mallorco, Sicilijo, Sardinijo in Korziko v zahodnem Sredozemlju. V 460-ih letih so Rimljani sprožili dve neuspešni vojaški odpravi po morju, da bi strmoglavili Vandale in si povrnili severno Afriko. Osvojitev Severne Afrike s strani Vandalov je bil udarec za oblegano Zahodno rimsko cesarstvo, saj je bila Severna Afrika glavni vir prihodkov in dobavitelj žita (večinoma pšenice) mestu Rim.
Čeprav se Vandali v prvi vrsti pomnijo po oplenjenju Rima leta 455 in njihovem preganjanju nicejskih kristjanov v korist arijanskega krščanstva, so bili Vandali tudi pokrovitelji učenja. Veliki gradbeni projekti so se nadaljevali, šole so cvetele, Severna Afrika pa je spodbujala številne najbolj inovativne pisatelje in naravoslovce poznega latinsko govorečega Zahodnega rimskega cesarstva.
Vandalsko kraljestvo se je končalo leta 534, ko ga je v vandalski vojni osvojil Belizar in ga vključil v Vzhodno rimsko cesarstvo (ali Bizantinsko cesarstvo). Preživeli Vandali so se bodisi asimilirali z avtohtonim afriškim prebivalstvom ali pa so bili razpršeni po bizantinskih ozemljih.

## Zgodovina

### Ustanovitev
Vandali so pod svojim novim kraljem Gajserikom (znanim tudi kot Genserik ali Geiserik) leta 429 prešli v Afriko Čeprav njihovo število ni znano in nekateri zgodovinarji razpravljajo o veljavnosti ocen, na podlagi Prokopijeve trditve, da je bilo Vandalov in Alanov 80.000, ko so se preselili v Severno Afriko, Peter Heather ocenjuje, da bi lahko postavili vojsko s približno 15.000 –20.000. Po Prokopiju so Vandali prišli v Afriko na povabilo Bonifacija, vojaškega vladarja regije. Vendar pa se domneva, da so se Vandali preselili v Afriko v iskanju varnosti; leta 422 jih je napadla rimska vojska in z njimi niso uspeli skleniti mirovne pogodbe. Ko so napredovali proti vzhodu vzdolž afriške obale, so Vandali leta 430 oblegali obzidano mesto Hippo Regius V notranjosti so sveti Avguštin in njegovi duhovniki molili za pomoč pred napadalci, saj so vedeli, da bo padec mesta za mnoge nicejske kristjane pomenil spreobrnjenje ali smrt. 28. avgusta 430, tri mesece po obleganju, je 75-letni sveti Avguštin umrl — morda zaradi lakote ali stresa, saj so pšenična polja zunaj mesta ležala opustela in nepožeta. Po 14 mesecih sta lakota in bolezni opustošili tako prebivalce mesta kot Vandale zunaj obzidja. Mesto je sčasoma pripadlo Vandalom, ki so ga naredili za svojo prvo prestolnico. 
Leta 435 je bil sklenjen mir med Rimljani in Vandali s pogodbo med Valentinijanom III. in Gajserikom, ki je Vandalom dala nadzor nad obalno Numidijo in delom Mavretanije. Gajserik se je odločil prekiniti pogodbo leta 439, ko je vdrl v provinco Afrika Proconsularis in oblegal Kartagino. Mesto je bilo zavzeto brez boja; Vandali so vstopili vanj, medtem ko se je večina prebivalcev udeležila dirk na hipodromu.  Gajserik je tu postavil svojo prestolnico in se imenoval za kralja Vandalov in Alanov, da bi označil vključitev svojih zaveznikov Alanov v njegovo kraljestvo. Ko je osvojil Sicilijo, Sardinijo, Korziko, Malto in Balearske otoke, je zgradil svoje kraljestvo v močno državo. Averil Cameron namiguje, da nova vandalska vladavina morda ni bila nezaželena za prebivalstvo Severne Afrike, saj so bili prejšnji lastniki zemljišč na splošno nepriljubljeni.
Vtis, ki so ga dajali viri, kot so Viktor iz Vita, Quodvultdeus in Fulgentius iz Ruspe, je bil, da je vandalski prevzem Kartagine in Severne Afrike povzročil obsežno uničenje. Vendar so nedavne arheološke raziskave to trditev izpodbile. Čeprav je bil Kartaginski odeon uničen, je ulična mreža ostala enaka, nekatere javne zgradbe pa so bile obnovljene. Politično središče Kartagine je bil hrib Birsa. V tem obdobju so v mestih nastala nova industrijska središča. Zgodovinar Andy Merrills ugotavlja, da uporabljanje velike količine afriške rdeče posode, odkrite po vsem  Sredozemlju, ki izvira iz obdobja Vandalov v Severni Afriki, izpodbija domnevo, da je bila vladavina Vandalov v Severni Afriki čas gospodarske nestabilnosti. Ko so Vandali leta 440 napadli Sicilijo, je bilo Zahodno rimsko cesarstvo preveč zavzeto z vojno v Galiji, da bi se odzvalo. Teodozij II., cesar Vzhodnega rimskega cesarstva, je leta 441 poslal odpravo za spopad z Vandali, vendar je napredovala le do Sicilije. Zahodno cesarstvo pod Valentinijanom III. je leta 442 zagotovilo mir z Vandali. Po pogodbi so Vandali pridobili Bizaceno, Tripolitanijo in del Numidije ter potrdili nadzor nad Prokonzulsko Afriko.

### Trgovina z žitom
Zgodovinarji od Edwarda Gibbona so v zavzetju Severne Afrike s strani Vandalov in Alanov videli »smrtni udarec« in »največji posamezen udarec« zahodnemu rimskemu imperiju v njegovem boju za preživetje. Pred Vandali je bila severna Afrika uspešna in mirna, zahtevala je le majhen odstotek vojaških sil Rimskega cesarstva in je bila pomemben vir davkov za cesarstvo in žita za mesto Rim. Učenjak Jožef v 1. stoletju našega štetja je dejal, da je Severna Afrika nahranila Rim osem mesecev na leto, druge štiri mesece pa je potrebno žito prihajalo iz Egipta.
Potreba Rimljanov po žitu iz severne Afrike se je morda zmanjšala do 5. stoletja, ker se je prebivalstvo mesta Rim zmanjšalo, pa tudi število rimskih vojakov se je zmanjšalo. Zdi se, da je pogodba iz leta 442 med Rimom in Vandali zagotovila nadaljevanje pošiljk žita. Vendar pa je bila v smislu zaustavitve sovražnosti med Rimom in Vandali ta pogodba bolj spoštovana pri kršitvi kot pri spoštovanju, in Rimljani so dali veliko prednost povrnitvi Severne Afrike in ponovni pridobitvi nadzora nad žitom iz Vandalskega kraljestva.

### Oplenjenje Rima
Mirovna pogodba iz leta 442 ni ustavila vandalskih napadov v zahodnem Sredozemlju. V naslednjih 35 letih je Gajserik svojo veliko pomorsko floto uporabljal za ropanje na obalah vzhodnega in zahodnega cesarstva. Po smrti Atile Huna leta 453 pa so Rimljani svojo pozornost usmerili nazaj na Vandale, ki so zdaj imeli nadzor nad nekaterimi najbogatejšimi deželami, ki jim je prej vladal Rim. 
V prizadevanju, da bi Vandale spravili pod krilo cesarstva, je Valentinijan III. ponudil roko svoje hčerke Evdokije v zakon z Gajserikovim sinom Hunerikom, ko sta bila tako Evdokija kot Hunerik otroka. Vendar se še nista poročila, ko so Valentinijana III. leta 455 umorili sostorilci uzurpatorja Petronija Maksima, ki je iskal nadzor nad cesarstvom. Maksim se je takoj poročil z Valentinijanovo vdovo, cesarico Licinijo Evdoksijo, odpovedal pa je tudi Evdokijino zaroko s Hunerikom in jo namesto tega poročil s svojim sinom Paladijem. Diplomacija med Rimom in Vandalskim kraljestvom se je zlomila. Evdoksija je napisala pismo Gajseriku in ga prosila, naj ji priskoči na pomoč. S trditvijo, da je prekinjena zaroka med Hunerikom in Evdokijo razveljavila njegovo mirovno pogodbo z Valentinijanom, je Gajserik oplenil Rim in rešil Evdoksijo, Evdokijo in Evdoksijino mlajšo hčer Placidijo (slednja je bila poročena z bodočim nepriznanim cesarjem Olibrijem ). Maksima in Paladija je med begom iz mesta ubila jezna množica. 
Kronist Prosper iz Akvitanije ponuja edino poročilo iz 5. stoletja, da je 2. junija 455 papež Leon Veliki sprejel Gajserika in ga prosil, naj se vzdrži umorov in uničevanja z ognjem ter naj se zadovolji z ropanjem. Vandali so odšli z neštetimi dragocenostmi, vključno z plenom templja v Jeruzalemu, ki ga je v Rim prinesel Tit. Evdoksija in njene hčere so bile odpeljane v Kartagino, kjer se je kmalu zatem Evdokija poročila s Hunerikom. 
Oplenitev Rima je Vandalom prislužila povezavo z nesmiselnim uničenjem s samostalnikom vandalizem.

### Kasnejša leta
Vandalsko plenjenje Rima, piratstvo v Sredozemlju in potreba Rimljanov po ponovnem nadzoru nad trgovino z žitom so postavili uničenje Vandalskega kraljestva za prednostno nalogo Rimskega cesarstva. Zahodni rimski cesar Majorijan je poleti 458 začel organizirati ofenzivo. Pomorske sile, ki so bile organizirane iz Cartagene v Hispaniji, bi zavzele Mavretanijo in nato marširale na Kartagino, medtem ko bi hkratni napad, ki mu je poveljeval Marcellinus, ponovno zavzel Sicilijo. Cesar je leta 460 zbral svojo floto, vendar je Gajserik izvedel za bližajoči se napad in "uveljavil politiko požgane zemlje v Mavretaniji - preiskal je zemljo in zastrupil vodnjake pred načrtovano imperialno ofenzivo." Poleg tega je Gajserik vodil svojo floto proti Majorijanovi silam in Rimljane premagal  pri Cartageni.
Leta 468 sta tako zahodno kot vzhodno cesarstvo poskušala znova osvojiti Afriko z »najbolj ambiciozno kampanjo proti vandalski državi«. Primarni viri kažejo, da je flota štela 1.113 ladij in je imela 100.000 mož, vendar je to številko zavrnilo sodobno zgodovinopisje, pri čemer Heather predlaga 30.000 vojakov in 50.000 vojakov in mornarjev skupaj, na podlagi 16.000 rimskih vojakov na prepeljanih 500 ladjah. Andy Merrills in Richard Miles sta zatrdila, da je bila operacija nedvomno obsežna in si »zasluži občudovanje zaradi svojega logističnega sijaja.« V pomorski bitki na rtu Bon v Tuniziji so Vandali z uporabo »ognjenih« ladij uničili zahodno floto in del vzhodne flote. Po napadu so Vandali poskušali vdreti na Peloponez, vendar so jih Manijoti pri Kenipolisu pregnali nazaj z velikimi izgubami. V maščevanje so Vandali vzeli 500 talcev na Zakintosu, jih razsekal na koščke in na poti nazaj v Kartagino vrgli čez krov.
V 470-ih letih so Rimljani opustili svojo politiko vojne proti Vandalom. Zahodnogermanski general Ricimer je dosegel pogodbo z Vandali in leta 476 je Gajseriku uspelo skleniti »večni mir« s Konstantinoplom. Odnosi med državama so prevzeli videz normalnosti. Od leta 477 dalje so Vandali izdelovali lastne kovance, čeprav so bili omejeni na bronaste in srebrne kovance nizkega apoena. 
Gajserik je umrl 25. januarja 477, star 88 let. Po zakonu o dedovanju, ki ga je sam razglasil, naj bi ga nasledil najstarejši moški član kraljeve hiše. Tako ga je nasledil sin Hunerik (477–484), ki je sprva zaradi strahu pred Konstantinoplom toleriral nicejske kristjane, po letu 482 pa je začel preganjati Manihejce in Nicejce. Ubil je tudi številne rivalske člane vandalske dinastije. Domači Berberi iz Severne Afrike, ki so bili mirni med Gajserikovo vladavino, so kmalu začeli z upori in invazijami proti Vandalom po Gajserikovi smrti in Hunerikovih strogih verskih zakonih. Vandali so začeli hitro izgubljati ozemlje v sodobni zahodni Alžiriji s strani kraljestva Altava, ob koncu Hunerikove vladavine pa je popolnoma izgubil nadzor nad gorovjem Aurès zaradi kralja Mastije, ki je ustanovil kraljestvo Aurès v letih 483-484.
Guntamund (484–496), njegov bratranec in naslednik, je iskal notranji mir z Nicejci in ponovno prenehal s preganjanjem. Navzven je moč Vandalov po Gajserikovi smrti upadala; Guntamund je izgubil velik del Sicilije zaradi Ostrogotov Teoderika  in je moral vzdržati vse večji pritisk domačih Berberov, ki so vdirali po vsej notranjosti vse do same obale.
Guntamundov naslednik Trasamund (496–523) je bil verski fanatik in sovražen do Nicejcev, a se je zadovoljil z brezkrvnimi preganjanji. Leta 510 je berbersko pleme Frexenses pod kraljem Guenfanom zavzelo del ozemlja južno od Thugga in ustanovilo kraljestvo Dorsale, s čimer je Vandale potisnilo dalje iz notranjosti. Okoli leta 510 so berberi iz Laguatana, ki so se selili pod kraljem Kabaonom, zavzeli Oeo (sodobni Tripoli ) in Sabratho in tam ustanovili kraljestvo ter začeli ropati vandalska ozemlja in uničevati različna vandalska naselja. Trasamund ga je poskušal zatrti in ponovno zavzeti njegovo ozemlje, vendar se je odprava leta 523 končala s katastrofalnim vandalskim porazom. Povezal se je tudi z Vizigoti, vendar kljub temu zavezništvu Trasamund ni uspel pomagati Teoderiku, ko je bizantinska mornarica opustošila obalo južne Italije in mu preprečila, da bi priskočil na pomoč vizigotskemu kralju Alariku v bitki pri Vouilléju, kar je prispevalo k Alarikovemu poraz.

### Osvajanje s strani Vzhodnega rimskega cesarstva
Trasamundov naslednik Hilderik (523–530) je bil vandalski kralj, ki je bil najbolj strpen do trinitarnih kristjanov. Podelil je versko svobodo in posledično so bile kalcedonske sinode ponovno organizirane v severni Afriki. Vendar ga je vojna malo zanimala in jo je prepustil svojemu nečaku Hoamerju. Ko so se Vandali in berbersko kraljestvo Dorsale ponovno spopadli, je Hoamer utrpel odločilen poraz od Berberov, ki so jih vodili Guenfan in njegov sin Antalas. Po tem je arijanska frakcija v kraljevi družini vodila upor in Hoamerjev bratranec Gelimer (530–534) je postal kralj. Hilderik, Hoamer in njihovi sorodniki so bili vrženi v zapor. Leta 533 je bil Hilderik usmrčen, ko se je bizantinska vojska približala Kartagini.
Bizantinski cesar Justinijan I. je razglasil vojno z izraženim namenom vrnitve Hilderika na vandalski prestol. Medtem ko je bila na poti odprava, je Gelimerjev brat Tzazo vodil velik del vandalske vojske in mornarice na Sardinijo, da bi se spopadel z uporom gotskega plemiča Godasa. To je omogočilo vojskam Bizantinskega cesarstva, ki jim je poveljeval Belizar, da so brez nasprotovanja pristali 16 km iz Kartagine. Gelimer je hitro zbral vojsko in se srečal z Belizarjem v bitki pri Ad Decimumu, v kateri so Vandali prevladovali, dokler v bitki ni padel Gelimerjev brat Ammatas in nečak Gibamund. Gelimer je nato izgubil srce in pobegnil. Belizar je hitro zavzel Kartagino, medtem ko so se preživeli Vandali borili naprej.
15. decembra 533 sta se Gelimer in Belizar znova spopadla v bitki pri Tricamarumu, približno 32 km iz Kartagine. Vandali so se spet dobro borili, a zlomili, tokrat, ko je Tzazo padel v bitki. Belizar je hitro napredoval v Hippo, drugo mesto Vandalskega kraljestva. Leta 534 se je Gelimer, ki ga je ob gori Pappua oblegal herulski general Pharas, predal Bizantincem in končal Kraljestvo Vandalov.
Ozemlje Vandalov v Severni Afriki (ki je zdaj severna Tunizija in vzhodna Alžirija) je postalo bizantinska provinca. Najboljši vandalski bojevniki so bili sestavljeni v pet konjeniških polkov, znanih kot Vandali Iustiniani, in nameščeni na perzijski meji. Nekateri so vstopili v zasebno službo pri Belizarju. Sam Gelimer je bil častno obravnavan in so mu podelili velika posestva v Galatiji, kjer je doživel visoko starost. Ponudili so mu tudi čin patricija, vendar ga je zavrnil, ker se ni hotel spreobrniti iz arijanstva v nicejsko krščanstvo. Po besedah zgodovinarja Rogerja Collinsa : »Preostali Vandali so bili nato poslani nazaj v Carigrad, da bi jih vključili v cesarsko vojsko,« Kot posebna etnična enota so izginili, bodisi z begom v Španijo bodisi z asimilacijo s prebivalstvom severne Afrike.

## Verske politike
Od svoje invazije na Severno Afriko leta 429 dalje so Vandali, ki so bili pretežno privrženci arijanstva, preganjali nicejske kristjane. To preganjanje se je začelo z neomejenim nasiljem nad cerkvijo med Gajserikovo invazijo, vendar se je z legitimizacijo Vandalskega kraljestva zatiranje utrdilo v »bolj koherentne verske politike«. Zgodovina Vandalskega preganjanja Viktorja Vita podrobno opisuje »zlobno ogorčenost«, ki je bila povzročena nad cerkveno lastnino, in napade na »številne… ugledne škofe in plemenite duhovnike« v prvih letih osvajanja; podobno piše škof Honorat, da »pred našimi očmi ubijajo moške, posiljujejo ženske in sami se zgrudimo pod mučenjem.« S sklicevanjem na te in druge potrjevalne vire je Merrills trdil, da ni "manj dvoma", da je bila prvotna invazija »brutalno nasilna«. Prav tako je skupaj z Richardom Milesom trdil, da so Vandali sprva ciljali na nicejsko cerkev iz finančnih in ne verskih razlogov in ji skušali oropati bogastvo.
Ko si je Gajserik s pogodbo iz leta 435 zagotovil lastništvo nad Numidijo in Mavretanijo, si je prizadeval »uničiti moč nicejske cerkve na svojih novih ozemljih, tako da je zasedel bazilike treh najbolj nepopustljivih škofov in jih izgnal iz njihovih mest.« Podobna politika se je nadaljevala z zavzetjem Kartagine leta 439, ko si je vandalski kralj prizadeval hkrati napredovati arijansko cerkev in zatirati nicejske prakse. Heather ugotavlja, da so bile arijancem zaplenjene štiri glavne cerkve znotraj mestnega obzidja, na območjih, kjer so se naselili Vandali, pa je bila uvedena prepoved vsega nicejskega bogoslužja; Gajserik je dal tudi Quodvultdeusa, škofa v Kartagini, in številne njegove duhovščine izgnati iz Afrike in ni hotel »dovoliti, da bi se posvetili nadomestni ... tako da je skupno število nicejskih škofov v Vandalskem kraljestvu utrpelo upad.« Laiki so bili izključeni iz službe in pogosto jim je bilo zaplenjeno premoženje. 
Vendar so imeli diplomatski premisleki prednost pred versko politiko. Leta 454 je Gajserik na zahtevo Valentinijana III. postavil Deogratija za novega škofa v Kartagini, položaj, ki je bil prazen od Quodvultdejevega odhoda. Heather trdi, da je bil ta pristop namenjen izboljšanju odnosov med vandalsko-rimskimi državami, saj se je Gajserik pogajal o poroki svojega sina Hunerika s princeso Evdokijo. Ko pa je bil Valentinijan ubit in so se vandalski odnosi z Rimom in Konstantinoplom poslabšali, je Gajserik obnovil svojo zatiralsko versko politiko in škofijo spet pustil prazno, ko je Deogratij umrl leta 457. 
Hunerik, Gajserikov sin in naslednik, je nadaljeval in okrepil zatiranje nicejske cerkve in poskušal narediti arijanstvo primarno religijo v Severni Afriki; pravzaprav se velik del pripovedi Viktorja iz Vite osredotoča na grozodejstva in preganjanja, storjena med Hunerikovo vladavino. Duhovnikom je bilo prepovedano opravljati liturgijo, homousijske knjige so bile uničene in skoraj 5000 škofov je bilo izgnanih v puščavo. Nasilje se je nadaljevalo z »moškimi in ženskami ... podvrženi vrsti mučenja, vključno s skalpiranjem, prisilnim delom in usmrtitvijo z mečem in ognjem.« Leta 483 je Hunerik izdal kraljevo uredbo, s katero je vsem kalcedonskim škofom v Afriki naročil, naj se udeležijo razprave z arijanskimi predstavniki. Po tej konferenci je nicejski duhovščini prepovedal zbiranje ali izvajanje krstov ali posvečenja ter ukazal zapreti vse nicejske cerkve in zapleniti nicejsko premoženje. Te cerkve so bile nato predane v kraljevi fisk ali v arijansko klerikalno rabo. 
Razen Hilderika je večina vandalskih kraljev v večji ali manjši meri preganjala Nicejce (pa tudi donatiste) ter prepovedala spreobrnjenje vandalov in izgnanih škofov.